# Български революционен централен комитет
Българският революционен централен комитет (БРЦК) (по правопис от 1870 г.: Бѫлгарски революционни централенъ комитетъ, Б.Р.Ц.К.) е организация на българското националнореволюционно движение, създадена в румънския град Букурещ с цел да пропагандира революционните идеи и да окаже съдействие за политическа и идейна подготовка на българската национална революция.
	Българският революционен централен комитет е приемник на идеите на Георги Раковски, който е поставил началото на организираното българско националнореволюционно движение. Идеята за изграждане на единен ръководен център възниква след разпускането на Втората българска легия на Георги Раковски през май и разгрома на четата на Хаджи Димитър и Стефан Караджа през юли 1868 г. Тогава част от  дейците на бившия Таен централен български комитет (ТЦБК), заедно с привържениците на революционните идеи на Георги Раковски, полагат основите на групата „Млада България“ и с подкрепата на групировката през 1868 – 1869. Поради различни причини между 1868 и 1870 г.съществува идейна криза в комитетите – т.нар. „стари“ (Добродетелната држина и Одеското настоятелство) са твърде зависими от Русия, ТБЦК изпада в автономистки залитания, а БРЦК търси своето място.

## Ранният БРЦК 1870 – 1872
Българският революционен централен комитет е създаден през 1869 г. (по стар стил) или през 1870 г. (по нов стил) от Любен Каравелов, Теофан Райнов и Васил Левски.  Първоначално Левски създава своя собствена комитетска мрежа чрез Вътрешно Революционна Организация (ВРО). От декември 1869 Любен Каравелов и Васил Левски действат съгласувано.
Програмата на БРЦК е публикувана най-напред в руското емигрантско сп. „Народное дело“ (август 1870 г.), а след това и на страниците на брушурата „Български глас“ и в. „Свобода“ (октомври същата година). В най-разгърнат вид тя е изложена в брошурата „Български глас“, издадена също през 1870 г., като прокламира следните идеи:
- Като крайна цел на българското националнореволюционно движение в нея се посочва извоюване на политическо освобождение от Турция
- При осъществяването на тази задача се разчита единствено на неговите собствени сили. Отхвърля се по най-категоричен начин намесата на външни фактори.
- Осъдена е остро политиката на съглашателство на българските чорбаджии с османските власти.
- БРЦК ратува за демократично управление на освободената българска държава.
- Идеята на Любен Каравелов за установяване на добросъседски отношения с всички балкански народи, особено със сръбския и румънския, и за създаване на „южнославянска или дунавска федерация“ от българи, сърби и румънци, като всеки от тях запази вътрешното си самоуправление и националния си суверенитет. За модел на тази федерация открито се посочва швейцарският опит.

Във връзка с активизирането на националнореволюционната борба през 1870 г., в БРЦК се създават два центъра: външен и вътрешен.
- Първият е със седалище в Букурещ и има за задача да развива революционна пропаганда и да обедини силите на българската емиграция. За негов ръководител е определен Любен Каравелов.
- Вторият, наречен още Български революционен централен комитет (БРЦК) в Българско или Привременно правителство, се възглавява от Васил Левски. Той насочва дейността си в българските земи, където Левски разгръща неуморна дейност за изграждане основите на вътрешната организация.

## Утвърждаване на БРЦК (29 април до 4 май 1872). Левски става основен идеолог на БРЦК
С цел внасяне на единство в революционната дейност през пролетта на 1872 г в Букурещ е излъчено Общо събрание (29 април до 4 май 1872 г) На него се обсъждат и приемат нова програма и устав. За председател на Българския революционен централен комитет е избран Любен Каравелов. Отчитайки условията в българските земи и международната обстановка на Балканите, Общото събрание на БРЦК взема решение за преминаване към незабавни революционни действия. Васил Левски е определен за главен апостол в Северна България, Тракия и Македония и с получено за целта пълномощно се завръща в българските земи и продължава изграждането на вътрешната организация. На това Общо събрание БРЦК приема устава на създадената от Левски „Нареда на работниците за освобождението на българския народ“ – без точката за република. Каравелов се отказва от идеята за балканска федерация и се посвещава на национал-освободителното дело. Самата ВРО негласно се превръща във филиал на БРЦК; някои български историци пишат за БРЦК-ВРО. Междувременно Васил Левски предприема няколко обиколки из българските земи и започва изграждането на революционни комитети в тях.
От този момент Левски се превръща в основен идеолог на БРЦК и на национал-освободителното дело. Той налага своите виждания
- българите не трябва да разчитат на чужди сили за освобождението си, а да разчитат на самите себе си; ако някоя Велика сила ги подкрепи – добре, но не трябва да се разчита на това
- из страната трябва да се изградят комитетски мрежи, които да се заемат с подготовката на въстанието (това е неосъществена идея на Раковски)
- с обявяването на революцията ще се създаде едно Привременно правителство, което да изпълнява задълженията, до създаването на новата българска държава (тази идея също е заета от Раковски)
- комитетите трябва да бъдат изградени в принципите на мацинизма – с тайни съзаклятия, свещени клетви пред кръст, библия и револвер; налага се революционен терор – предателите се наказват със смърт; създават се тайна полиция, тайни куриерски служби, кодирани имена и тайни пароли
- българите не трябва да се делят по класов или верски принцип. Левски е единственият идеолог на революцията, който се опитва да работи заедно със свещениците и чорбаджиите.
- Левски залага идеите на хуманизма в революцията. Той пропагандира, че революцията няма да избива невинни кадъни или децата им, а само ония, които пречат на българите да си създадат държава.
Общото събрание през 1872 е полезно както за Каравелов, така и за Левски. Левски се сдобива с популярност в емигрантските среди и с финансови ресурси; БРЦК с председател Каравелов създава стройна идеологическа рамка и започва ярко да се откроява насред другите комитети, като основен двигател на освободителната борба

### Противоборство между Каравелов и Левски. Авантюризъм на Димитър Общи
За съжаление между Каравелов и Левски има известно противоборство по въпросите за тактиката. След като работата на Левски се разраства той е принуден да вземе двама помощници – Ангел Кънчев и Димитър Общи. Общи е кандидатура, с която Левски не е съгласен; неговата кандидатура е наложена от Каравелов, за да „контролира“ Левски. Общи е представител на старата четническа тактика. Носи му се слава на участник в движението на Гарибалди. Скоро Общи се проявява като авантюрист. Той оспорва авторитета на Левски; разполага с касата на местният комитет като с бащиния; накрая въпреки изричната забрана на Левски, необмислено напада османската държавна поща и успява да обере данъчните постъпления в прохода Арабаконак. Скоро извършителите са разкрити, арестувани и правят пълни разкрития. Върху вътрешната революционна организация е нанесен удар, който се отразява тежко и върху самия Български революционен централен комитет (БРЦК). Заловени са редица революционери. Каравелов изпада в паника и призовава за въстание, но Левски категорично отказва да поведе народа на заколение. Той започва нови обиколки из страната и опитва да въведе ред в комитетите. Скоро след тези събития е арестуван и Левски, осъден е на смърт и е обесен в София на 18 февруари 1873 г.

## Идейна криза в БРЦК 1873 – 1875
След обесването на Васил Левски комитета изпада в криза. Каравелов бързо губи своята популярност сред местните комитети, не всички му се подчиняват. Опитите на Каравелов да наложи продължителна подготовка за въстанието срещат сериозна съпротива. Не е без значение факт, че междувременно избухва Сръбско-херцеговското въстание (Източният въпрос) и "младите" се радикализират. Предприемат се няколко опита за възстановяване на вътрешната организация в българските земи. През април 1873 г. за заместник на Апостола е определен Атанас Узунов, но той не успява да разгърне особена дейност, тъй като скоро след това попада в ръцете на османските власти.
През есента на същата година функциите на Централен комитет във вътрешността поема Търновският частен революционен комитет. Чрез съдействието на Панайот Хитов той прави опит да установи контакт със сръбското правителство, въпреки че за това няма съгласието на БРЦК в Букурещ. В резултат на влиянието на Панайот Хитов БРЦК отстъпва от някои от идеите на Левски и търси помощ от Сърбия, а освен това временно се налагат отново разбиранията за четническа тактика. Въпреки това идеята за изграждане на вътрешна организация не е изоставена.

### Общо събрание на 20 – 21 август 1874
На 20 – 21 август 1874 г., по инициатива на Търновския и Русенския революционен комитет, в Букурещ се провежда ново Общо събрание, което определя за следващ заместник на Васил Левски в Българско Стефан Стамболов. Последният е бивш руски студент, който е дошъл да помага на родината си. В ръководството на самия комитет в Букурещ заедно с Любен Каравелов, Киряк Цанков и новоутвърденият Тодор Пеев е приет Христо Ботев. Той впоследствие изпъква като централна фигура в БРЦК. Функциите на ЦК в българските земи поема Русенският революционен комитет. Причините са: че той е един от по-слабо засегнатите от полицейските акции; както и близостта му с Румъния. В него участват Никола Обретенов, Георги Икономов, а от 1873 – и Захарий Стоянов.
След закриване на Общото събрание Стефан Стамболов се прехвърля в българските земи и установява контакт с някои от старите революционни комитети.

### Конфликт между Ботев и Каравелов
След смъртта на Левски, на Каравелов е все по-трудно да притоводейства на радикалните настроения в БРЦК. През октомври 1874 той на практика предава издаването на в. „Независимост“ в ръцете на Ботев. В средата на март 1875 Любен Каравелов и Христо Ботев влизат в сериозен конфликт. Причините са много и най-различни – след смъртта на Левски, Каравелов се отчайва и се отдръпва от революционното дело, демонстрирайки нерешителност (докато Ботев е привърженик на идята за радикални революционни действия); Подстрекателство от Стефан Ботев (Петков), че брат му, големият поет Хр. Ботев слугува на Каравелов за смешни пари; интриги създадени от Панайот Хитов – в кореспонденция до Иван Драсов, Ботев се оплаква, как Панайот Хитов го известил, че Каравелов е взел 150 франка от сръбското правителство (писмото на П.Хитов не е намерено, а след Освобождението Хитов отрича да е писал такова). Несъгласие на Каравелов печатницата му да разпространява безплатно в. „„Знаме“, издавано от Ботев. В същото време Ботев считал, че щом печатницата е революционна тя е „народна“ и „обща“. Не е без значение и презрителното отношение на гордата Наталия Каравелова спрямо парцаливите хъшове.
Всички тези причини, събрани накуп пораждат между Ботев и Каравелов конфликт избухнал с пълна сила между 16 и 23 март 1875 година. Ботев привлича Стефан Стамболов на своя страна. Двамата се опитват да окажат натиск върху Каравелов. Те искат от него да им предаде комитетската каса, комитетският архив, кометският печат и да се оттегли от поста председател на на БРЦК.За тази цел двамата не пестят заплахи за живота му. Ботев уговоря хъшлаците да убият Каравелов, защото е популярен, а нанася вреда на народното дело (според Хр. Ботев). Ст. Стамболов дори влиза в книжарницата на Каравелов с револвер в ръка, за да го сплаши. Стамболов в качеството на наследник на Левски и упълномощен делегат на Новото привременното правителство поискал ясен отчет от Каравелов за харчените комитетски пари; както и комитетската архива. Когато последният го нарекъл „вагабонтин“ той насочил „вечно празен револвер“ (по Ст. Заимов), към гърдите на Каравелов за да го сплаши; а после излязъл и силно тряснал вратата.

## Общо събрание на 12 август 1875. „Младите“ поемат курс към революция
В крайна сметка Каравелов се оттегля. На 12 август 1875 е свикано Общо събрание на БРЦК, с което „преврата“ е легализиран. Освен споменатите Хр. Ботев и Ст. Стамболов, видна роля играят П.Хитов и Ив. Драсов. БРЦК създава изцяло нов състав – Хр. Ботев е избран за председател (според друга версия Д. Ценович е избран за председател на БРЦК, а Христо Ботев за подпредседател); Ст. Стамболов бива утвърден като пълномощен член в българските земи. Близкият приятел на Ботев – Иван Драсов – е избран за секретар на БРЦК (заедно с Петър Енчев). За касиер е избран Драгой Шопов. В състава на новия БРЦК влизат също Христо Чобанов, Кирияк Цанков, Стоян Заимов, Никола Обретенов, Панайот Волов и Иларион Драгостинов. „Младите" групирани около Ботев, Стамболов и Драсов решават, че тъй като в момента Източната криза/Източният въпрос (1875 – 1878 г.) тлее, то може да се очаква той да се поднови скоро. Те искат да бъдат в съзвучие с въстанието на сърби и херцеговци, а освен това се надяват насила да предизвикат намесата на Русия. Не е без значение, че представителите на „младите“ са бивши руски студенти (Ботев, Стамболов, Драсов). Те решават да обявят въстание на 16 септември 1875 година
Революционната пропаганда се възлага на Христо Ботев. Той става и редактор на новия революционен печатен орган – в. „Знаме“. Ботев и Стамболов дори съчиняват прокламация, която трябва да изиграе пропагандна роля и да призове за бунт българите в Османската империя Също така двамата издават стихосбирка с бунтовнически песни. („Песни от Ботийова и Стамболова“). Ботев се наема също да събира пари за въоръжение За тази цел той получава пълномощни от П. Хитов и комитета.

## Старозагорско въстание 16 – 17 септември 1875.
Бунтовниците си дават много малко време за разгръщане на подготовката за въстание – само един месец. През това време голяма част от „старите“ начело с Евлоги Георгиев се отдръпват, защото няма никакви индикации, че Русия или Сърбия ще подкрепят въстанието; в допълнение Ив. Драсов, който е сред основните двигатели на въстанието проявява авторитарен стил и отблъсква „старите“; междувременно проличава наивитета на революционерите. Те се доверяват на старите воеводи, които демонстрират позьорство и твърдят как ще доведат огромни армии, а когато идва решителния час се скриват. За Старозагорското въстание. З. Стоянов цитира писмо на Ботев от 30 август 1875 г от гр. Николаев в което пише.: „Панайот (Хитов) ще да мине с 2000 души през Сърбия“. След като става ясно, че Сърбия няма да се намеси Хитов отказва да се присъедини. Дядо Никола, Никола Генчев Вераната от с. Хаинето (сега Гурково, Казанлъшко), също обявява, че има под ръка 700 юнака с които ще превземе Цариград. В решителния час той също се скрива. Мнозина от старите воеводи показват позьорство и комерсиализъм и искат предварително да им се изплати сума, която да остане за семейството им, ако бъдат убити. В противен случай няма да вдигнат четници. Тук проличава идейното различе между старите воеводи и новите революционери. Последните са изцяло млади хора и не са комерсиализирани. По този повод З.Стоянов подигравателно отбелязва:
Щом думата комита доби право на гражданство, щом бесилките се устроиха из България, мисията на старите войводи престана вече. Нови идеи — нови хора! Аз съм бил много пъти очевидец, че когато ястъклиите мустаци обират паяжината, младите момчета са се сражавали с левска решителност.
Също така Николай Тошкович, отказва да предаде на Ботев 3000 пушки, които е декларирал че притежава. Вероятният повод – той е член на Одеското настоятелство и представлява интересите на руското правителство, а то не е готово за война.
Фактически в решителният час въстанието избухва основно в няколко малки села в Старозагорско, като с по-малък обсег е то в Шуменско и Търновско. Това е и причината въстанието да остане в историята като Старозагорско/Заарско въстание. Близо 600 – 650 човека са арестувани, мнозина са обесени. Около 120 – 150 души са убити при потушаването на пуча. Все пак повечето главни организатори успяват да избягат в Румъния, а Захарий Стоянов – да се укрие в Харманли.

### Акция на Заимов/Бенковски
Като част от плана на Стоян Заимов е поверено да организира група, която да запали Цариград и да убие султан Абдул Азис, като това да бъде сигнал за въстанието. За основен изпълнител е избрано протежето на Заимов – Гаврил Хлътев, наскоро присъединил се революционер. Заимов действа в позицията на „отговорник“, а Хлътев събира отряд и отива в Цариград. Тук Заимов проявява нерешителност, не преприема нищо и оставя нещата на самоход. Междувременно групата не се отваря възможност да застреля Абдул Азис, нито пък да подпали Цариград Накрая Ботев се принуждава да изпрати шифрована вест на Гаврил Хлътев, да изтегли хората си. Тук Заимов подпомага Хлътев да се сдобие с паспорта на един полски имигрант – Антон Бенковски. Младият революционер променя името Антон на Георги и така се „ражда“ Георги Бенковски, който ще изиграе важна роля оттук нататък.

## Общо събрание на 30 септември 1875. Оставка на Ботев.
Неуспехът на въстанието (по-скоро пуча) поражда нова криза в БРЦК. На 30 септември 1875 БРЦК се събира отново. На това събрание се събират само най-радикалните революционери. Ботев изпада в изолация. След неуспеха на Заарското въстание той е обезверен и не желае нова прибързаност и локално въстание, а солидна подготовка за национално въстание;, освен това се появява слух, че е присвоил комитетски пари; парадоксално – след като Ботев уговаря Стамболов да убият Каравелов, сега Иван Андонов и Стою Филипов, имат желание да убият Ботев. До убийство не се стига. Все пак според, З.Стоянов „до заминуванието на апостолите в България за бъдещото Априлско въстание Ботйов остава чужд на това движение, което се вършеше в Гюргево, някаква си хладнина е съществувала между него и тия апостоли: Стамболов, Волов, Бенковски, Апостолов, Заимов, Обретенов, Икономов“ На 30 септември Ботев подава оставка като председател на БРЦК. Все пак той запазва частните си контакти със Стамболов и Обретенов. На мястото на Ботев комитета не избира нов председател. В същото време секретарят на БРЦК Иван Драсов изпада в изолация, поради иязвено желание да възроди четите. Той предлага да използва контактите си с Иван Кишелски, който да доведе няколко полка. Всички останали присъстващи, застъпват комитетската тактика и така този заслужил революционен деец също изпада в изолация.

## Гюргевски комитет. 11/12 ноември -25 декември 1875. Поемане на нов курс към революция.
На 11 ноември Стоян Заимов, Никола Обретенов, Панайот Волов, и Христо Караминков (Бунито) създават Гюргевския революционен комитет Сколо след това към тях се присъединява Стефан Стамболов. Той пристига по покана на Ст. Заимов и Н. Обретенов, за да председателства комитета. Гюргевският революционен комитет е на практика е продължение на Българския революционен централен комитет. На заседанието присъстват и други овластени делегати – Иларион Драгостинов, Георги Апостолов, Иван Хаджидимитров и и Сава Пенев. Към групата се присъединяват и нови революционери които имат право на съвещателен глас – Георги Икономов, Г.Измирилев – Македончето, Г.Обретенов, Н.Славков и Георги Бенковски. Редовните делегати дават препоръки за новите революционери. Никола Обретенов гарантира за брат си Георги Обретенов; Георги Апостолов препоръчва Георги Измирилиев а Ст. Заимов – Никола Славков и Георги Бенковски (Стамболов се възпротивява за Н.Славков, но в крайна сметка и двете кандидатури се приемат) Заседанията продължават до Коледа. Революционерите решават да извършат ново въстание през пролетта на 1876 като си оставят три възможни дати – 18 април, 1 май и 11 май. Те решават да ги съгласуват допълнително. (Според Ст. Заимов впоследствие през март 1876 Ил. Драгостинов предлага в кореспонденция датата 11 май и тя се приема окончателно от всички апостоли.Това обаче не съответства на сведенията на З.Стоянов че на Оборищото събрание (14-16 април 1876) датата се насрочва за 1 май). Групата разпределя комитети из българските земи като създава пет окръга с апостоли и помощник-апостоли. Хода на обстоятелствата налага ге да бъдат прекроени в четири (Никола Славков е арестуван и обесен, а Никола Обретенов забягва и е назначен за помощник на Заимов във Враца). Междувременно на сцената излиза Георги Бенковски. Въпреки че той също е от въстаниците в Старозагорския пуч, Бенковски е сравнително ново лице. Около 25 декември се разиграва една случка – в квартирата нахълтва румънски шпионин. Докато останалите се суетят Бенковски лепва плесница на цивилния агент и с думите, че първо се чука, а после се влиза го изхвърля от стаята. Този му акт му печели уважението на останалите и той е избран за помощник на Панайот Волов, с два противни гласа.

### План за действие
Обновеният БРЦК създава мащабен план за действия. Те подготвят много диверсионни акции (например нападение над железопътната линия Одрин-Белово) и осигуряване на логистиката. За вдъхване на кураж у българите трябва да се пусне слух, че Сърбия и Русия само чакат обявяването на въстанието, за да нападнат Турция. Специално внимание се отделя на съгласуваността между отделните окръзи, на революционната агитация, на действията на емиграцията в решителния час, на доброто въоръжаване на населението. Към всички българи на служба в руската, румънската и сръбската армия са отправени призиви да се включат в подготовката на въстанието. Изготвен е и текстът на въстаническата клетва. Гюргевският комитет предвижда дори след обявяване на въстанието да се създаде свободна територия, управлявана от (при)временно правителство. Като резултат от преждевременното избухване на въстанието този план не се осъществява – Одрин, Пазарджик, София, Ихтиман, Златица, Пирдоп не са запалени, линията Одрин-Белово не е нападната, а жените не са изведени извън селата и не е осигурено продоволствието. З. Стоянов отбелязва:
"Тоя план или по-скоро този катехзис не можа да се тури в изпълнение по всичките точки, защото въстанието го изпревари десят дена напред.
Изграждането на Българския революционен централен комитет (БРЦК) бележи последния и най-висок етап в организираното националнореволюционно движение на българския народ, връхна точка на което е Априлското въстание през 1876 година.
Идеологически и практически наследници на БРЦК след Освобождението са Вътрешната македоно-одринска революционна организация (бореща се след Берлинския конгрес от лятото на 1878 г. за освобождението на Македония и Одринско и присъединяването им към свободна България), Вътрешната тракийска революционна организация (бореща се след Ньойския диктат от 1919 г. за освобождението на Беломорска Тракия и присъединяването ѝ към свободна България), Вътрешната западнокрайска революционна организация „Въртоп“ (бореща се след Ньойския диктат от 1919 г. за освобождението на Западните покрайнини и присъединяването им към свободна България) и Вътрешната добруджанска революционна организация (бореща се от 1923 г. за освобождението на Северна и Южна Добруджа и присъединяването им към свободна България).